# Kabulistán

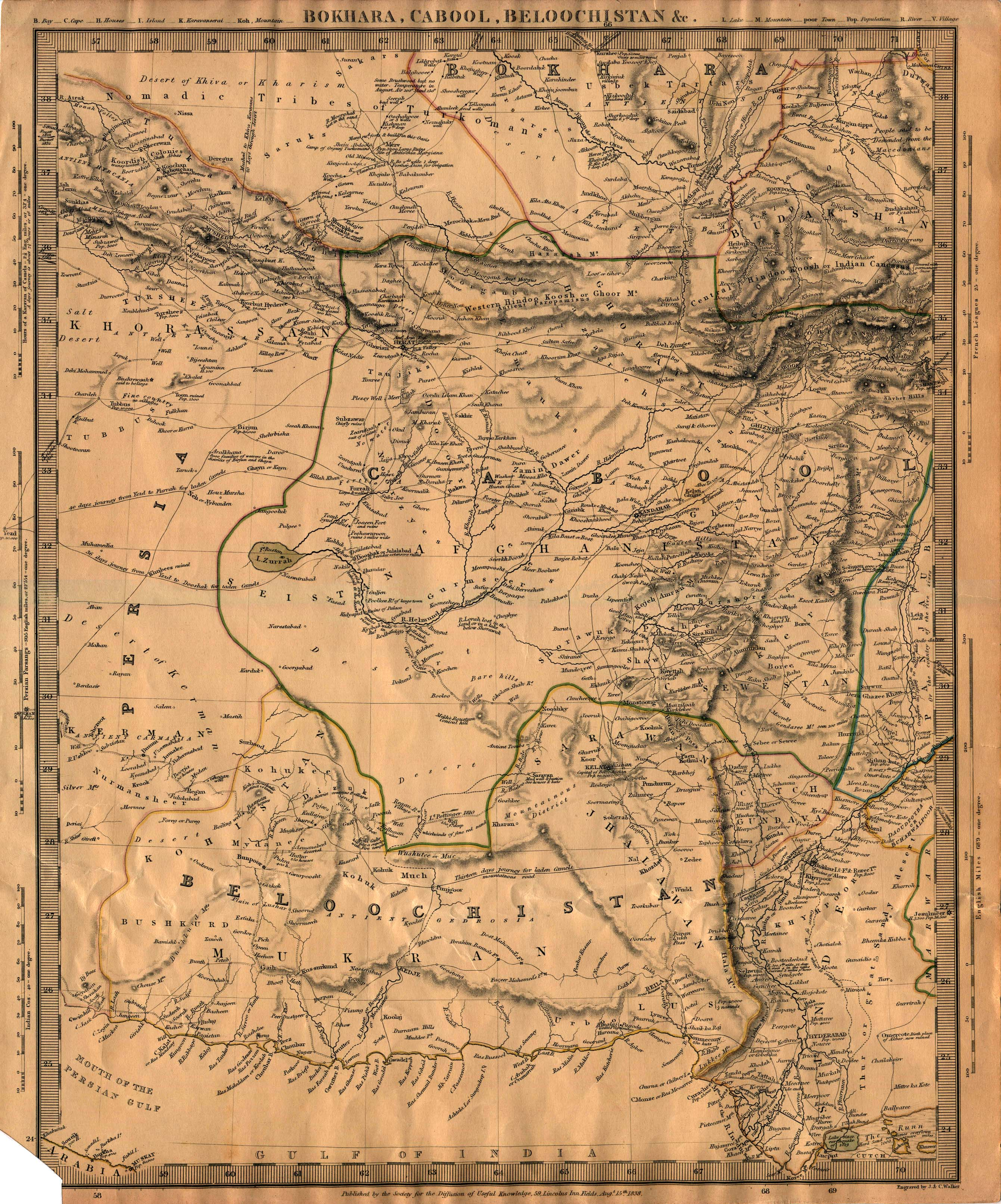
Mapa del Reino de Caboul, publicado en 1838 por la Sociedad para la Difusión del Conocimiento Útil. El nombre Caboul se atribuyó a la mayoría de los territorios actuales de Afganistán.

Kabulistán (en pastún/persa: کابلستان) Es el nombre de la región de la provincia de Kabul de Afganistán. (La capital)

## Historia
En muchas fuentes griegas y latinas, particularmente en las ediciones de la obra Geografía de Claudio Ptolomeo, el nombre de la región se da como Cabolitae (Καβολῖται). Los escritores europeos de los siglos XVIII al XX a veces se referían al Imperio durrani como el «Reino de Caboul».